# Gabrielle Cot
Gabrielle Cot es un retrato pintado al óleo por el pintor William-Adolphe Bouguereau en 1890. Gabrielle Cot era hija del pintor francés Pierre Auguste Cot, el alumno más notable de Bouguereau. Esta pintura fue la única no encargada que pintó.

## De fondo
Inicialmente el trabajo se comenzó como un boceto para otra pintura pero Bouguereau quedó fascinado por su encanto y belleza, así que decidió pintar un retrato de ella.

## Descripción
La pintura mide 45,7 por 38,1 centímetros y muestra la firma del artista, W-BOUGUEREAU, y la fecha de 1890 en la esquina inferior izquierda.

## Exposiciones y procedencia
La pintura fue regalada a Madame Duret, abuela de la joven, por Bouguereau en ocasión del matrimonio de Gabrielle, que se casó con un arquitecto llamado Zilin en 1890. La pintura fue exhibida en el Cercle de L'unión Artistique en París en 1891. Permaneció en la familia Duret hasta que la vendieron en Nueva York el 25 de mayo de 1983. Estuvo en una colección privada hasta que fue vendida otra vez en Nueva York el 10 de noviembre de 1998; fue exhibida un año  más tarde en 1999 en la Newington Cropsey Foundation.